# Indescritível (canção)
"Indescritível" é uma canção da dupla sertaneja João Bosco & Vinícius. A canção foi lançada oficialmente no dia 23 de setembro de 2014 como quinto single do álbum de mesmo nome. 

## Conteúdo e composição
Escrita por Ronny (da dupla Ronny & Rangel) em parceria com Diney Alves, a canção que dá título ao álbum Indescritível foi um grande sucesso, assim como sua antecessora, o hit Sorte é Ter Você. A moda está dentro da tendência romântica do mercado, que demonstra continuar seguindo essa linha por um bom tempo. Num ritmo lento e romântico do sertanejo que é acompanhado pela melodia do violão, o som traz um refrão de muito destaque. Falando na letra de um cara que está no trabalho mas pensando o tempo todo na sua paixão, ele vai fugir de lá para encontrá-la, e esta é um sensação indescritível.

## Vídeo e música
A ideia começou com um clipe dentro do estúdio e acabou se tornando um Lyric Video, um recurso de reprodução da letra da música sincronizada com um vídeo. A direção de arte é Maycon Lucas, que também foi responsável pelas Motion Graphics. A direção de imagens ficou a cargo de Nicole Samperi.

## Lista de faixas
| Download digital no iTunes |                            |         |  |
| N.º                        | Título                     | Duração |  |
| 1.                         | "Indescritível" (Ao Vivo)  | 2:55    |  |
| 2.                         | "Indescritível" (Acústico) | 2:58    |  |

## Desempenho nas paradas
| Paradas (2014)                          | Melhor posição |
| --------------------------------------- | -------------- |
| Brasil Billboard Brasil Hot 100 Airplay | 3              |